# Á
Cette page contient des caractères spéciaux ou non latins. S’ils s’affichent mal (▯, ?, etc.), consultez la page d’aide Unicode.
Ne doit pas être confondu avec la lettre cyrillique a accent aigu А́ ou lettre grecque alpha accent aigu Ά.
Á (minuscule : á), ou A accent aigu, est un graphème utilisé dans les alphabets féroïen, hongrois, islandais, same du Nord, slovaque, et tchèque en tant que lettre et dans les alphabets chipewyan, danois, espagnol, gallois, irlandais, lingala, néerlandais, occitan, portugais et vietnamien comme variante de la lettre « A ». Il s'agit de la lettre A diacritée d'un accent aigu.

## Utilisation
En français, ‹ á › est uniquement utilisé dans certains mots d’emprunt et n’est pas traditionnellement considéré comme faisant partie de l’alphabet.

### Lettre à part entière
Dans les langues où elle est considérée comme une lettre à part entière, « á » est la deuxième lettre de l'alphabet, juste après le « a » :
- féroïen : ‹ á › représente le son /ɔ/ ou /ɔaː/ ;
- hongrois : ‹ á › représente le son /aː/ ;
- islandais : ‹ á › représente le son /au̯/ ;
- same du Nord : ‹ á › représente le son /a/ ;
- slovaque : ‹ á › représente le son /aː/.

### Lettre diacritée
- espagnol : la présence de l'accent aigu sur la lettre peut servir à indiquer un accent tonique qui ne suit pas le schéma habituel.
- portugais : ‹ á › représente le son /a/.
- tchèque : « á » représente le son /aː/.
- occitan : « á » représente, souvent, le son /ɔ/.

#### Langues à tons
Dans plusieurs langues à tonales le ‹ á › représente le même son que le ‹ a › et l’accent aigu indique le ton haut. Mais il y a d’autres utilisations :
- vietnamien : ‹ á › représente le ton haut montant de ‹ a ›.

## Représentations informatiques
Le A accent aigu peut être représenté avec les caractères Unicode suivants :
- précomposé (supplément Latin-1)

| forme     | représentation | chaîne de caractères | point de code | description                           |
| --------- | -------------- | -------------------- | ------------- | ------------------------------------- |
| capitale  | Á              | Á                    | U+00C1        | lettre majuscule latine a accent aigu |
| minuscule | á              | á                    | U+00E1        | lettre minuscule latine a accent aigu |

- décomposé (latin de base, diacritiques)

| forme     | représentation | chaîne de caractères | point de code | description                                       |
| --------- | -------------- | -------------------- | ------------- | ------------------------------------------------- |
| capitale  | Á              | A◌́                   | U+0041 U+0301 | lettre majuscule latine a diacritique accent aigu |
| minuscule | á              | a◌́                   | U+0061 U+0301 | lettre minuscule latine a diacritique accent aigu |

Il peut aussi être représenté dans des anciens codages :
- ISO/CEI 8859-1, 2, 3, 4, 9, 10, 14, 15 et 16 :
  - capitale Á : C1
  - minuscule á : E1

Il peut aussi être représenté avec des entités HTML :
- capitale Á : &Aacute;
- minuscule á : &aacute;

## Saisie au clavier
Les dispositions de claviers PC standards belges, canadiens, français, suisses ne possèdent pas de touches spécifiques pour saisir les lettres ‹ Á › et ‹ á ›. Mais pour les claviers PC standards belges et suisses il est possible de les saisir ces caractères à l’aide de séquence de touches utilisant une touche morte
Avec la disposition de clavier belge :
- saisir la séquence Alt Gr + ù, Maj + A pour ‹ Á › et la séquence Alt Gr + ù, A pour ‹ á ›.

Avec la disposition de clavier suisse français :
- saisir la séquence Alt Gr + ', Maj + A pour ‹ Á › et  la séquence Alt Gr + ', A pour ‹ á ›.

Alternativement sur Microsoft Windows, les combinaisons de touche Alt peuvent aussi être utilisées :
- lorsque la page de code Windows-1252 est utilisé (le défaut en français), maintenir la touche Alt + 0193 pour ‹ Á › et  Alt + 0225 pour ‹ á › ;
- lorsque la page de code 850 est utilisée, Saisir la séquence la séquence Alt + 181 pour ‹ Á › et  Alt + 160 pour ‹ á ›.

Sur Linux, il est généralement possible de taper ‹ Á › à l'aide de la touche  ‹ á › et de la touche de verrouillage des majuscules. Il est aussi possible de taper ‹ Á › avec la touche compose et la touche ‹ ' ›.